# Bliżej świata
Bliżej świata – magazyn telewizyjny emitowany przez TVP2 w latach 1988–1992, prowadzony przez Jerzego Klechtę.
Program nadawany był w niedzielę w godz. 18–19 (początkowo od 17:30 do 19:00) i składał się z fragmentów programów telewizji satelitarnej przetłumaczonych na język polski i komentowanych przez obecnych w studio akredytowanych w Polsce korespondentów zachodnioeuropejskich agencji prasowych. Stałymi gośćmi programu byli m.in.: Renate Marsch-Potocka (dpa) i Bernard Margueritte (Le Figaro).
Program był przejawem liberalizacji polityki programowej kierownictwa Telewizji Polskiej, w okresie, gdy posiadanie tunera i anteny satelitarnej nie było powszechne wśród Polaków.
Zestaw programów prezentowanych w "Bliżej świata" był zmienny – natomiast program kończył się z reguły pokazem mody, show Bennego Hilla oraz erotyki.
Program z uwagi na swoją oryginalność i ogólne zainteresowanie wśród widzów światem po drugiej stronie żelaznej kurtyny cieszył się dużym zainteresowaniem nie tylko wśród Polaków, ale również mieszkańców terenów przygranicznych Czechosłowacji i ZSRR. W Czechosłowacji zainteresowanie programem przez obywateli kraju spotkało się z ostrą reakcją władz Komunistycznej Partii Czechosłowacji, która poleciła uruchomić w Voticach nadajnik zakłócający sygnał stacji w Pradze i okolicach.
Wraz z liberalizacją przepisów i upowszechnianiem się zestawów do odbioru telewizji satelitarnej program przestał pełnić swą rolę i został zdjęty z ramówki w czerwcu 1992 roku.